# Обидный, Михаил Юрьевич
Михаи́л Ю́рьевич Оби́дный (укр. Михайло Юрійович Обідний; 11 июля (23 июля) 1889, Миргород, Полтавская губерния, Российская империя — 7 января 1938, Мукачево, тогда Чехословакия) — украинский поэт, этнограф, музеевед и общественный деятель.

## Биография
Воспитывался во втором Московском кадетском корпусе, затем обучался на этнографическо-антропологическом отделении Географического института в Киеве (ныне Национальный педагогический университет имени М. П. Драгоманова).
С 1910 работал учителем на Кубани. Позже, сотрудник Екатеринославского областного музея имени А. Поля и Киевского художественно-промышленного и научного музея.
В 1918—1919 — заместитель директора Киевского военно-исторического музея. Развернул активную работу по сбору экспонатов для музея.
Возглавлял Военно-исторический отдел Главного управления Генерального штаба Украинской Народной Республики. Член Комиссии по охране памятников при Главном управлении искусств и национальной культуры, Комиссии для выработки устава Украинского национального архива в Киеве, секретарь Украинского военно-исторического общества, член-секретарь Подольского общества охраны памятников старины и искусства.
Один из инициаторов создания Военно-исторического архива при Генеральном штабе УНР. С весны 1920 — помощник начальника культурно-образовательного отдела военного министерства УНР и руководитель Главного Военно-исторического музея-архива Армии УНР.
Имел чин административного подхорунжего, затем административного сотника, армии УНР.
С ноября 1920 года находился в Польше, с 1923 года — в эмиграции в Чехословакии.
Один из основателей и председатель литературно-художественного общества «Солнцесвет» («Сонцесвіт», 1921) в г. Тарнув (Польша), которое с 1922 издавало одноименный литературный альманах.
В 1923 по собственной инициативе перевез часть фондов Главного Военно-исторического музея-архива Армии УНР при Генеральном штабе войск УНР из г. Тарнув в Прагу (Чехословакия). Эти документы и материалы составили основу Украинского национального музея-архива при украинском общественном комитете (с 1925 — при Украинском институте обществознания) в Праге.
Член-секретарь комитета Музея-архива освобождения Украины, выступал против передачи ему фондов Главного Военно-исторического музея-архива Армии УНР. Отстаивал его самостоятельность.
В 1923—1930 — управляющий отделом документов и музейным отделом Украинского национального музея-архива в Праге. Член редколлегии «Вестника музея-архива». Секретарь Украинского исторического кабинета (1930—1933). Получил степень доктора наук в Украинском высшем педагогическом институте в Праге.
С 1933 жил на Закарпатье. Один из основателей этнографического общества Подкарпатской Руси (1934—1935) и куратор этнографического музея.
Автор ряда статей на литературные, художественные, музейные и этнографические темы, в частности, об украинском движение на Кубани в начале XX века, фольклоре адыгейцев, организации музейного и архивного дела, а также поэтических сборников «Под светом свободы» («Під сяйвом волі», 1917) и «Нерозцвілі ранки» (1923), воспоминаний о В. Самийленко.
Выполнил ряд переводов с чешского языка.